# Daria Kinzer
Daria Kinzer, est une chanteuse austro-croate, née le 29 mai 1988 à Aschaffenbourg  en Allemagne.

## Biographie
Née d'un père allemand et d'une mère croate. 
Elle prend des cours de chant depuis l'âge de onze ans, Daria était la soliste principale d'un chœur musical "Funtastic Singers" en Autriche. Elle participe régulièrement à des concours de talents. 
Daria enregistre son premier CD en 2003. Actuellement elle chante dans des groupes et interprète dans des comédies musicales. 
Elle vit actuellement à Vienne mais souhaite après ses études s'installer à Zagreb pour faire carrière en Croatie.
En 2011, elle est choisie pour présenter la Croatie au Concours Eurovision de la chanson à Düsseldorf en Allemagne, avec la chanson Celebrate.